# Franz Dietrich (Maler)
Franz Dietrich (* 2. April 1838 in Meißen; † 1890 in München) war ein deutscher Maler.

## Leben
Dietrich war ein Sohn des Schneidermeisters Ignaz Dietrich und ein jüngerer Bruder von Anton Dietrich (1833–1904). Er studierte an der Dresdner Kunstakademie und setzte das Studium an der Kunstgewerbeschule Nürnberg bei August von Kreling fort. Danach studierte er in München und Antwerpen. Anschließend ließ er sich in Dresden nieder und zeichnete er im Atelier seines Bruders einen Karton, den er bei Julius Schnorr von Carolsfeld als Gemälde ausführte und das einen Bezug zum Friedensschluss nach dem Dreißigjährigen Krieg hatte. Später wurde dieses Bild von einem Amerikaner erworben. Von Dresden aus wurde er für die Ausführung von Wandmalereien in der Kapelle nach Friedland in Böhmen berufen. Er lebte und arbeitete danach für mehrere Jahre in Böhmen und Ungarn, wo er eine große Anzahl von Altar- und Votivbildern anfertigte. Danach lebte er für rund fünf Jahre in München und unternahm eine längere Studienreise nach Italien.

## Werke (Auswahl)

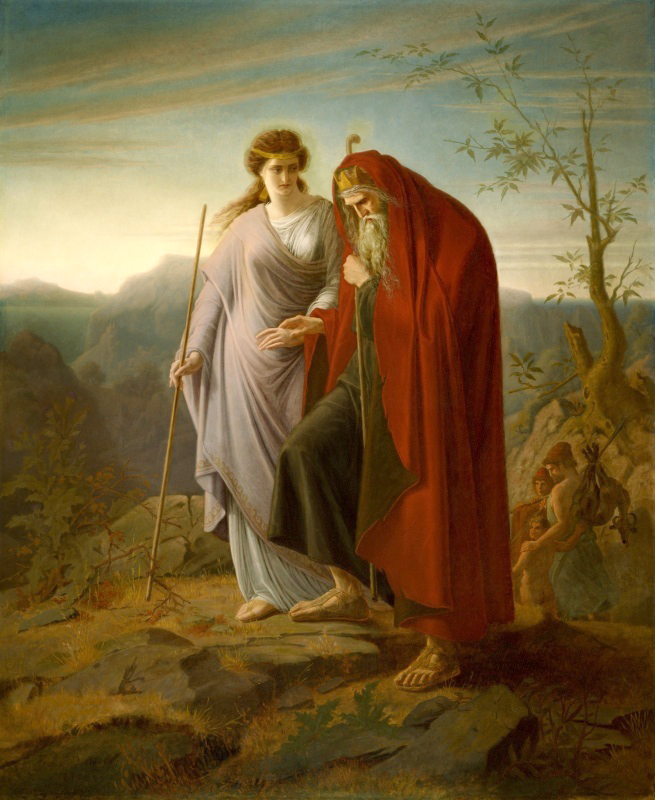
Oedipus und Antigone

Viele seiner Kompositionen entnahm er dem fiktiven Leben der Elfen und Nixen oder schuf Illustrationen zu religiösen Themen.
- Friedensboten oder Proklamation des Friedens nach dem Dreißigjährigen Krieg (E. B. Crocker Art Gallery, Sacramento)
- Ödipus mit Antigone
- Schloss Prunn im Altmuehltale